# Alberto Matos
Alberto Jorge Rodrigues de Matos (6 de junho de 1944 - 28 de janeiro de 2021) foi um velocista português. Ele competiu nos 4 × 400 metros estafetas nos Jogos Olímpicos de Verão de 1972. Foi várias vezes campeão nacional dos 110 e 200 metros barreiras.